# Теодор Мальм
Теодор Мальм (швед. Theodor Malm, 23 жовтня 1889, Стокгольм — 2 жовтня 1950, Стокгольм) — шведський футболіст, що грав на позиції захисника за АІК та національну збірну Швеції.

## Клубна кар'єра
У дорослому футболі дебютував 1908 року виступами за команду АІК, кольори якої і захищав протягом усієї своєї кар'єри гравця, що тривала чотирнадцять років. 

## Виступи за збірну
1908 року дебютував в офіційних матчах у складі національної збірної Швеції.
Того ж року був учасником футбольного турніру на Олімпійських іграх 1908 року в Лондоні, де взяв участь у програній з рахунком 1:12 грі проти команди господарів, після чого лишався на лавці для запасних. За чотири роки, на домашніх Олімпійських іграх 1912, також був включений до заявки збірної, утім на поле не виходив.
Загалом протягом 13-річної кар'єри в національній команді провів у її формі 26 матчів.
| Дата       | Місто     | Господарі       | Результат | Гості     | Турнір                | Голи | Примітки                                  |
| ---------- | --------- | --------------- | --------- | --------- | --------------------- | ---- | ----------------------------------------- |
| 12-7-1908  | Гетеборг  | Швеція          | 11 – 3    | Норвегія  | товариський матч      | -    |                                           |
| 8-9-1908   | Гетеборг  | Швеція          | 1 – 6     | Англія    | товариський матч      | -    | Англія була представлена збірною аматорів |
| 20-10-1908 | Лондон    | Велика Британія | 12 – 1    | Швеція    | ОІ 1908 - чвертьфінал | -    |                                           |
| 26-10-1908 | Брюссель  | Бельгія         | 2 – 1     | Швеція    | товариський матч      | -    |                                           |
| 17-9-1911  | Стокгольм | Швеція          | 4 – 1     | Норвегія  | товариський матч      | -    |                                           |
| 29-10-1911 | Гамбург   | Німеччина       | 1 – 3     | Швеція    | товариський матч      | -    |                                           |
| 20-6-1912  | Гетеборг  | Швеція          | 2 – 2     | Угорщина  | товариський матч      | -    |                                           |
| 27-6-1912  | Стокгольм | Швеція          | 7 – 1     | Фінляндія | товариський матч      | -    |                                           |
| 4-5-1913   | Москва    | Росія           | 1 – 4     | Швеція    | товариський матч      | -    |                                           |
| 8-6-1913   | Стокгольм | Швеція          | 9 – 0     | Норвегія  | товариський матч      | -    |                                           |
| 5-10-1913  | Стокгольм | Швеція          | 0 – 10    | Данія     | товариський матч      | -    |                                           |
| 24-5-1914  | Стокгольм | Швеція          | 4 – 3     | Фінляндія | товариський матч      | -    |                                           |
| 10-6-1914  | Стокгольм | Швеція          | 1 – 5     | Англія    | товариський матч      | -    | Англія була представлена збірною аматорів |
| 21-6-1914  | Стокгольм | Швеція          | 1 – 1     | Угорщина  | товариський матч      | -    |                                           |
| 28-6-1914  | Осло      | Норвегія        | 0 – 1     | Швеція    | товариський матч      | -    |                                           |
| 5-7-1914   | Стокгольм | Швеція          | 2 – 2     | Росія     | товариський матч      | -    |                                           |
| 25-10-1914 | Стокгольм | Швеція          | 7 – 0     | Норвегія  | товариський матч      | -    |                                           |
| 27-6-1915  | Осло      | Норвегія        | 1 – 1     | Швеція    | товариський матч      | -    |                                           |
| 2-7-1916   | Стокгольм | Швеція          | 6 – 0     | Норвегія  | товариський матч      | -    |                                           |
| 8-10-1916  | Стокгольм | Швеція          | 4 – 0     | Данія     | товариський матч      | -    |                                           |
| 16-9-1917  | Осло      | Норвегія        | 0 – 2     | Швеція    | товариський матч      | -    |                                           |
| 14-10-1917 | Стокгольм | Швеція          | 1 – 2     | Данія     | товариський матч      | -    |                                           |
| 26-5-1918  | Стокгольм | Швеція          | 2 – 0     | Норвегія  | товариський матч      | -    |                                           |
| 29-6-1919  | Осло      | Норвегія        | 4 – 3     | Швеція    | товариський матч      | -    |                                           |
| 28-9-1919  | Гельсінкі | Фінляндія       | 3 – 3     | Швеція    | товариський матч      | -    |                                           |
| 19-9-1920  | Гельсінкі | Фінляндія       | 1 – 0     | Швеція    | товариський матч      | -    |                                           |
| Усього     |           | Матчів          | 26        |           | Голів                 | 0    |                                           |